# Крейдяний рудник у Холмі

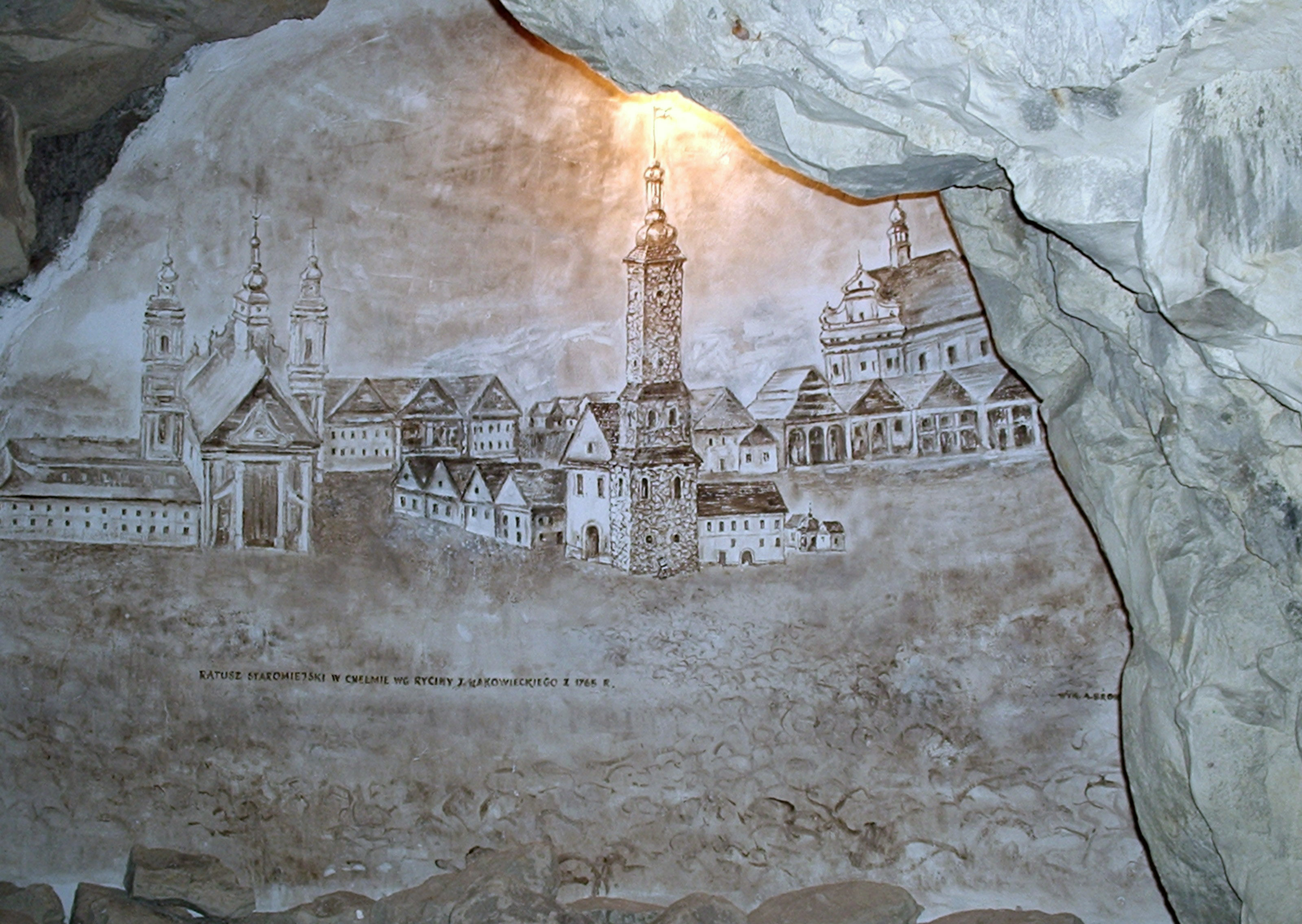
Холм

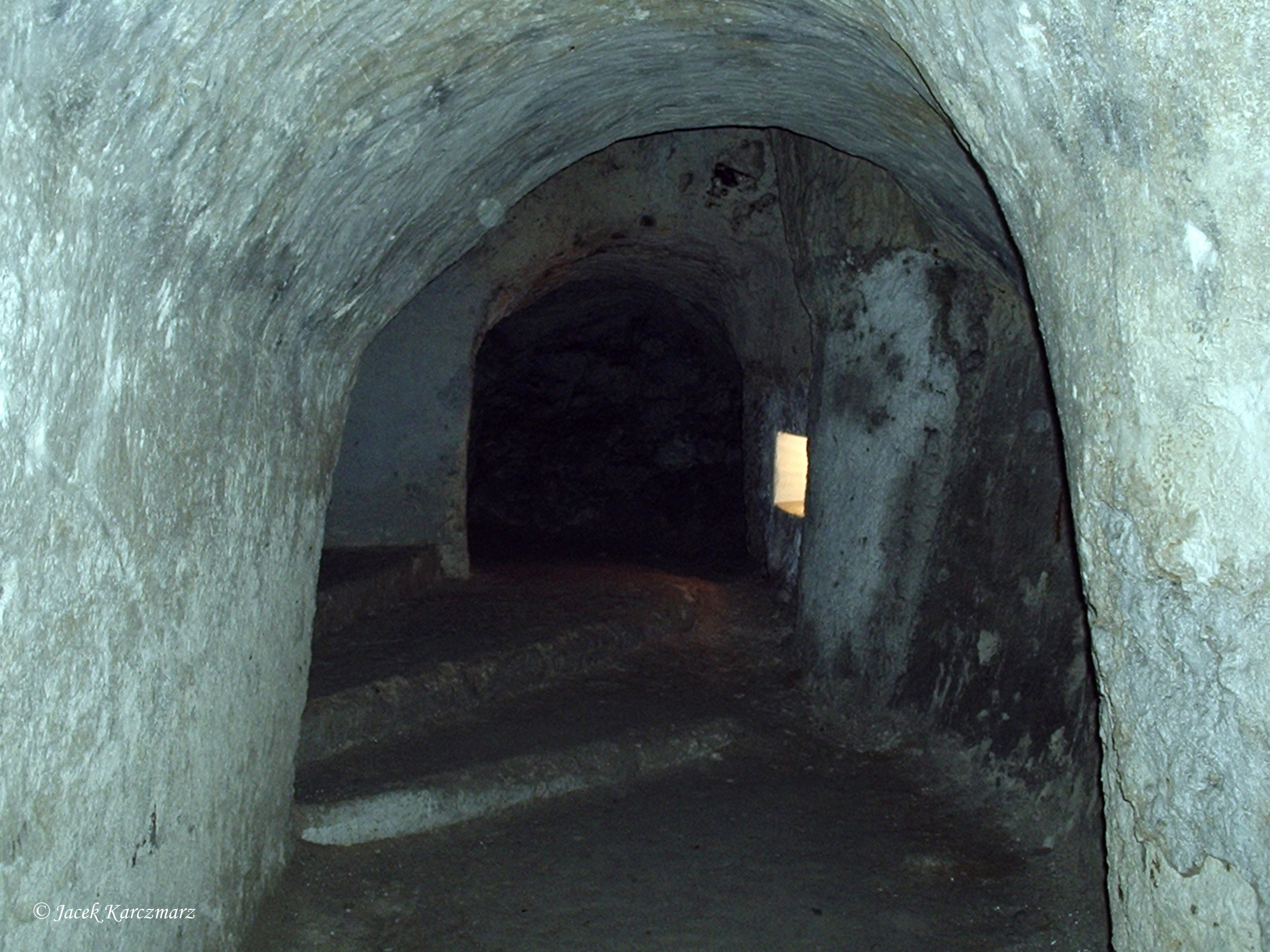
Крейдяний рудник у Холмі

Крейдяний рудник у Холмі — система крейдяних тунелів під польським містом Холм, національна пам'ятка Польщі.

## Геологічна інформація
Територія Холму складається з вапняних порід (крейда, мергелисті вапняки, мергелі) крейдового періоду, потужністю понад 300 м (на окремих ділянках до 500 м). Ці відклади виступають у вигляді виходу пласта або під прикриттям четвертинних осадів потужністю від кількох до кількох сотень метрів. Вони слабко порушені тектонічно. Помічені системи тріщин у підземних виробках, а також значний ступінь дезінтеграції крейдових відкладів у поверхневій зоні та їх водонасиченість мають великий вплив на зниження стійкісних параметрів крейдяного масиву. Утворення тріщин вивітрювання, викликане геологічними процесами, характеризує певна зональність:
- Зона І — приповерхнева, має потужність близько 2 м і характер дрібного кам'яного розсипу з розмірами крихт до кількох сантиметрів. У ній де-не-де знаходяться невеликі карстові воронки глибиною до 1 м. Ця територія характеризується великою змінністю механічних характеристик залежно від атмосферних умов.
- Зона ІІ — центральна, має потужність від 4 до 6 м і характеризується дрібноблочною дезінтеграцією крейди, причому розміри блоків складають від одного до кількох дециметрів. У цій зоні вологість є меншою, ніж у приповерхневій, і зазвичай мало змінюється.
- Зона ІІІ — блокова, з потужністю кілька метрів. Відрізняється тим, що процеси вивітрювання спостерігаються лише на поверхнях тріщин. Розпад крейди носить також блоковий характер з розмірами блоків від кількох дециметрів до 2 метрів.

Характер названих зон вивітрювання, а також їхня глибина залягання істотно впливає на стійкість розміщених у них гірничих виробок.

## Історія виробок і видобутку крейди
Підземні крейдяні виробки в Холмі пов'язані з історією міста, в якій тісно переплітаються як польські так і українські сторінки. Започаткування видобутку крейди датують часами заснування і розбудови Старого міста, коли у військово-стратегічних цілях у крейдяних шарах проходили підземні тунелі, які тягнулися від замку вздовж оборонних стін міста. Оскільки місто було розташоване на крейдяному пагорбі, видану «на гора» породу швидко застосовували у практичних цілях. Доступність і великий попит на цю сировину спричинили неконтрольовану розробку родовища. Бурхливий розвиток видобування крейди настав у XVI і XVII ст. Про масштаби цієї діяльності свідчать документи, які забороняють підземне підкопування вулиць, площ або громадських будинків. За цими документами виходить, що із 100 будинків, які стояли на території Старого Міста в XVII ст., 80 мали в підвалах таємні спуски в підземелля, у яких проводили нелегальний видобуток крейди. Крім того, у старих підземних ходах, споруджених для фортифікаційних потреб, мешканці також проходили бічні видобувні штреки. З XVIII ст. в Холмі відомі випадки осідання земної поверхні над виробками. У 1950—1965 рр. такі явища трапляються все частіше, причому їх кульмінацією можнавважати провал вулиці Любельської із значними пошкодженнями будинків. Остаточний кінець розробки крейди під містом настав у XIX ст. (за деякими джерелами — у ХХ ст.).
Століття видобування крейди під Старим Містом призвело до появи підземного лабіринту з ходів, штолень, тунелів, колодязів і сходів, які вели до нижчих рівнів (до 4-го включно). Під поверхнею майже всього Старого Холма, на глибині від кількох метрів до кількох десятків метрів, ці виробки творять багатокілометрову сплутану мережу.
Незважаючи на великі обсяги й тривалий час видобутку, який проводили як міщани, так і спеціалісти-гірники, підземне видобування крейди ніколи не стало тут цеховим ремеслом, а місто — центром гірництва. Оскільки офіційно воно не фігурувало в реєстрах чи гірничих списках, історичних документів про минуле холмських підземель майже не збереглося.

## Особливості розробки
Крейда, яку видобували гірники, знаходилася у блочному масиві під четвертинними відкладеннями й крейдяними розсипами. Крихка й відносно м'яка порода легко руйнувалася механічно, тому типові прохідницькі знаряддя (молотки, кирки) слугували доволі ефективним інструментом експлуатації покладів. Видобування проводилось як у штреках, так і в камерах, які розміщувалися на кількох рівнях, до глибини понад 30 м від поверхні землі. Багатовікові гірничі роботи призвели до виникнення в крейдяному масиві великої кількості післяексплуатаційних порожнин. На краях цих порожнин знаходяться природні чи штучні цілики, а також опори у вигляді закладки.
Точна кількість обсягів видобутку невідома. Приблизно оцінений об'єм виробленого простору сягає близько 80 тис. м3, що відповідає масі видобутої крейди близько 125 тис. т. Обсяг виконаних вручну гірничих робіт навіть сьогодні може викликати захоплення, тим більше, що значна частина цього видобутку отримана гірниками-аматорами (міщанами міста Холм). Сумарна довжина ходів і камер оцінюється величиною понад 20 км. Точне визначення впливу підземних порожнин на стан виробок, що охороняються, утруднене через хаотичне спорудження й мінливу просторову форму виробок.

## Опис виробок туристичної траси й відновлювальних робіт
Туристична траса складає невеликий (близько 2 км) фрагмент первинно існуючих виробок. Глибина траси коливається в межах від 2 до 8 м від поверхні ґрунту (в середньому 6,5 м). У 1966—1973 роках приблизно 15 км виробок було детально досліджено та інвентаризовано. Решта коридорів і камер, зараз непрохідних, засипана кілька сотень років тому внаслідок завершення розробки, обвалів або планування ділянок під чергову забудову.
Довжина існуючої підземної траси складає ледве 8-10 % від усіх виконаних колись у гірському масиві порожнин. Частина існуючих виробок, з огляду на стан безпеки, повинна бути ліквідована. Деякі ходи замуровані, деякі надалі чекають на подальшу інвентаризацію, забезпечення стійкості й реставраційно-будівельні роботи. Існуюча туристична траса була відкрита в 1972 році, а підземний об'єкт був занесений до реєстру пам'яток культури Польщі.
Форма й габарити відкритих для доступу виробок сильно відрізняються. Стіни прямі або ледь похилі. Покрівля в більшості виробок — арочної форми й наближена до параболи, еліпса або дуги кола. Ширина виробок в основному коливається в межах 2-2,5 м (рідше 1,5-2 м). Висота — 2,5-3 м, проте в деяких камерах сягає 5 м.
Ліквідація зайвих виробок розпочиналася з визначення місця знаходження підземних порожнин за допомогою гравіметричних досліджень і свердловин. Одночасно з транспортно-вентиляційною метою виконано шурфи з круглим перерізом діаметром 1,5 м, які кріпили залізобетонними кільцями. Після проведення шурфів усі ліквідовані виробки були перекриті стіновими перемичками. Для забезпечення стійкості окремих старих виробок застосовували різні типи кріплення:
- бетонне або муроване з цегли і цементного розчину (в шурфах і протяглих горизонтальних виробках);
- анкерне кріплення (анкери довжиною близько 2 м, які скріплюють розтріснуті шари крейди, у комбінації з сталевими сітками) разом із торкрет-бетоном;
- кріплення із сталевих арок типу LP.

Роботи з забезпечення геомеханічної безпеки траси полягали також у заповненні деяких порожнин закладкою з крейдяних плит.
Оскільки найістотнішою перевагою холмських підземель є крейдяні контури з непорушеною структурою, більша частина траси не має кріплення. У випадку відсутності у виробках склепіння природної рівноваги, при їх відновлюванні застосована присічка покрівлі, з метою наближення її до еліптичної форми. Тільки на ділянках виробок, які загрожують обрушенням або проходять під будинками міста, застосовували муроване, сталеве аркове або анкерне кріплення. Вельми ефективним для умов крейдяного масиву виявилося застосування торкрет-бетону в поєднанні з анкерами і сталевими сітками. Завдяки використаним будівельним геотехнологіям створені умови для безпечного відвідування складного підземного об'єкта.